# Valderredible
Valderredible è un comune spagnolo di 1 099 abitanti situato nella comunità autonoma della Cantabria, comarca di Campoo-Los Valles.